# 真鶴道路
真鶴道路（まなづるどうろ）は、神奈川県南部の湯河原町から真鶴町を結ぶ有料道路。全線が国道135号に指定されており、真鶴ブルーラインという愛称が付けられている。神奈川県道路公社が維持管理有料制度に基づき管理している。
自動車専用の指定はないが、道路交通法によるほぼ同等の通行規制である。ただし案内標識背景色は緑色である。
2008年（平成20年）9月までは当路線の前後および当路線に並行する一般道区間（旧道）も真鶴道路に含まれていたが、料金徴収期間が満了したために旧道は無料開放され真鶴道路ではなくなった。このルートの有料道路時代の事項に関してもこの項で述べる。
無料開放に伴う路線等の変更は以下の通りである。
- 国道135号（本道） → 神奈川県道740号小田原湯河原線
- 真鶴道路（旧道） → 国道135号（本道）
- 真鶴道路（新道） → 真鶴道路（真鶴ブルーライン）

## 概要

### 新道（現在の真鶴道路）
- 起点 : 足柄下郡湯河原町吉浜
- 終点 : 足柄下郡真鶴町岩
- 延長 : 4.5km
- 車線 : 2車線

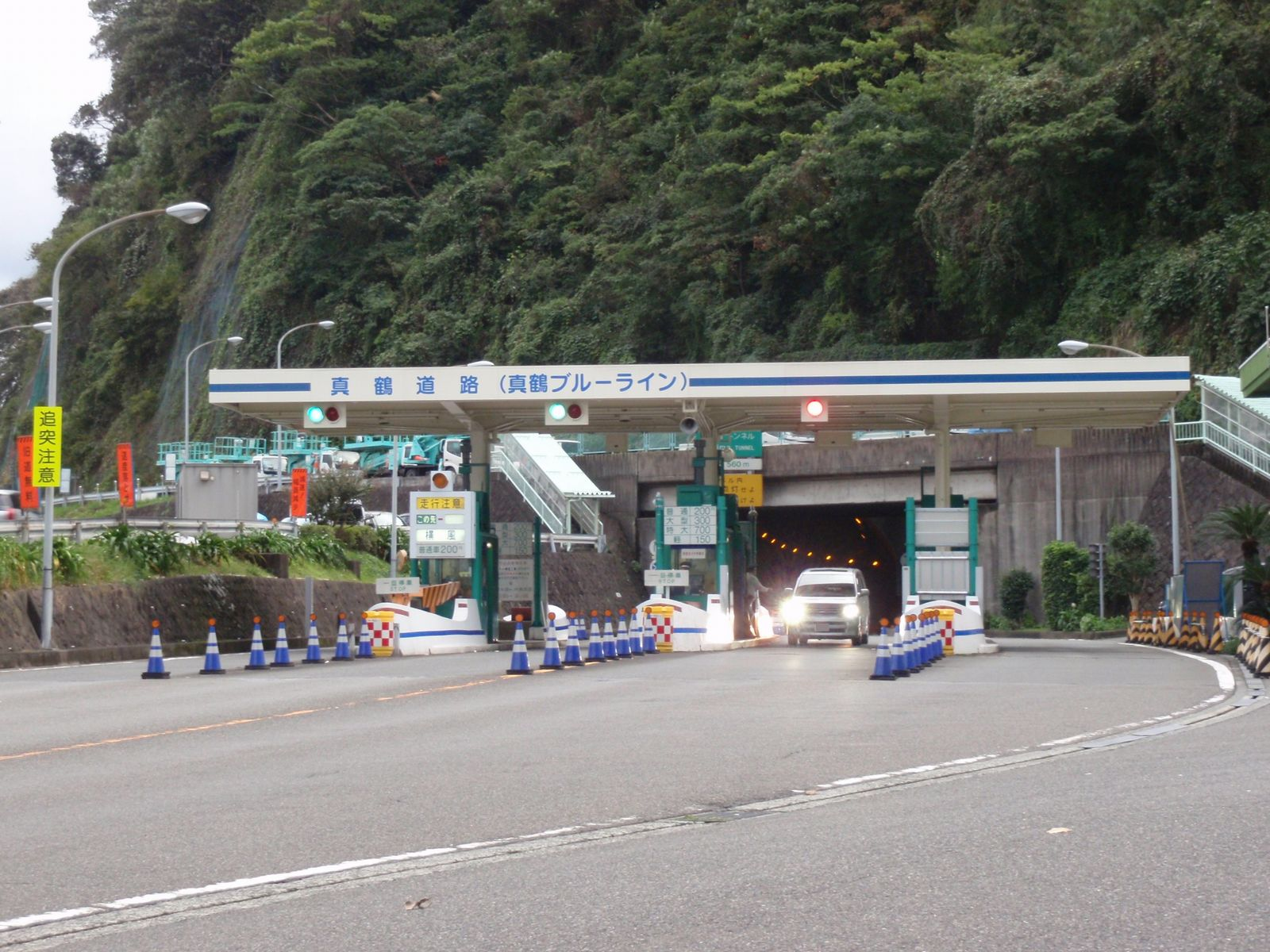
料金所

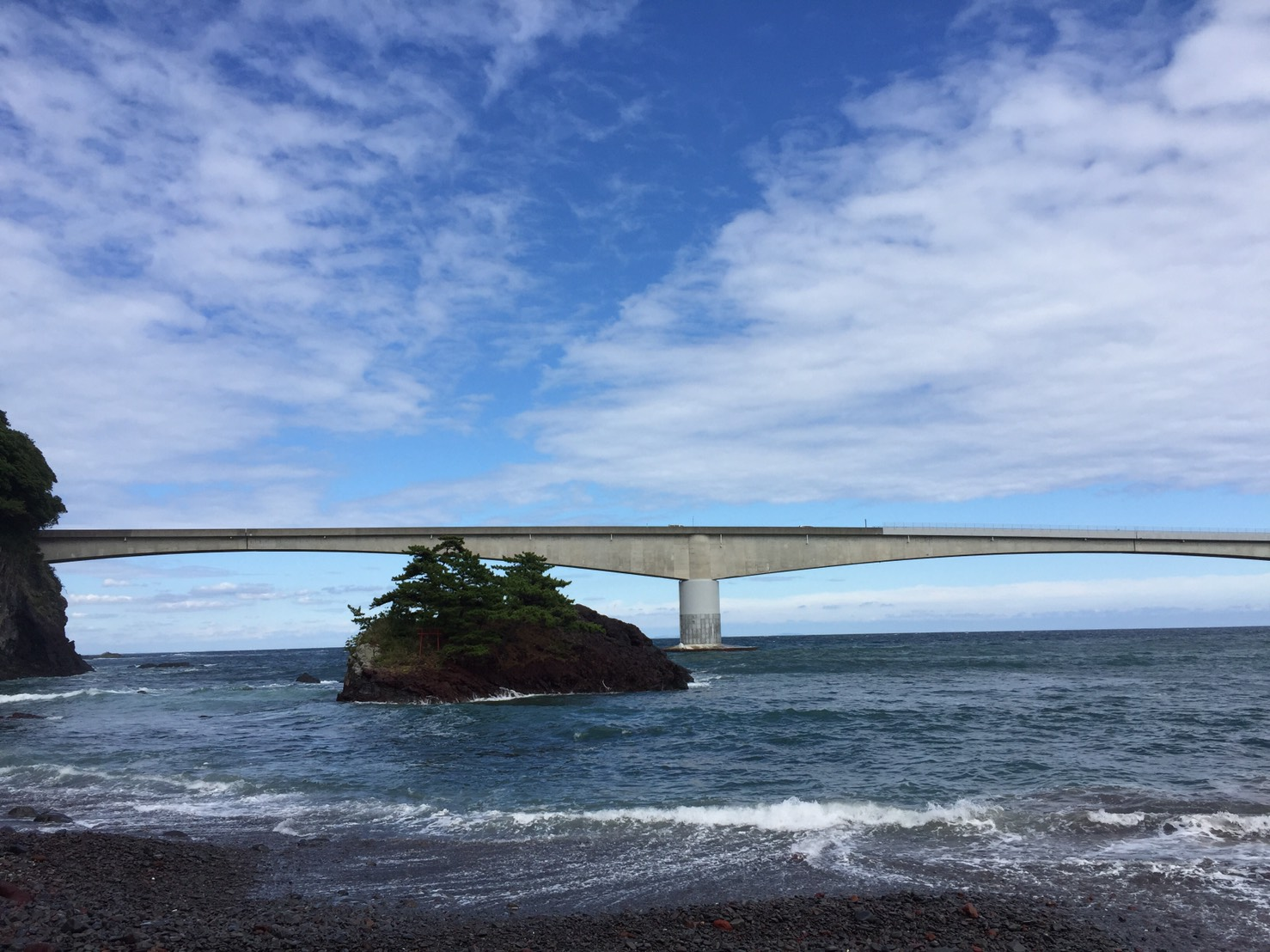
岩大橋

- 料金徴収期間 :  2028年9月3日まで[1]

真鶴半島の付け根を貫く真鶴トンネルや海上の岩大橋など、全線が立体交差である。途中にある2か所のICはいずれも小田原方面出入口のみのハーフICであるため、本道路を通行する車両は必ず真鶴料金所を通過することとなる。
道路交通法による一部車両通行規制道路であり、小型自動二輪車などは通行できない。料金所はETCに対応していない。維持管理費を通行料金により賄う維持管理有料制度が適用されている。
首都圏から伊豆半島の東海岸（熱海市・伊東市・下田市など）へのメインルートとなっている。そのためゴールデンウィーク、海水浴シーズンを始めとした行楽期の週末は午前の下り線および午後の上り線が激しい渋滞になることも多い。

### 旧道（現在の国道135号本道）
現在無料の国道135号本道である、小田原市根府川の県道740号との分岐点から現真鶴ブルーラインとの分岐点、真鶴駅前、湯河原市街を経て神奈川・静岡県境に至るルートも先述のとおりかつては有料道路真鶴道路であった。新道と並行する部分は主に「真鶴道路（旧道）」と呼ばれていた。
有料道路とはいってもこちらは新道とは異なり真鶴市街を平面交差で通過、すなわち交差点が多数ある一般道路で、その見た目は一般的な無料の国道とさして変わらないものであった（ただし、道路には自動車専用道路規格のキロポストが設置され、無料開放後もそのままとなっている）。一般道路であるため開通当初から歩行者等も通行可能であり、無料開放まで自転車も有料だった。
料金所は真鶴市街を小田原方向に進んだ街外れにあり、市内交通や湯河原方面への交通に際しては無料で通行が可能であった。新道の開通以後は料金所は新道・旧道の分岐点に設置され、新道へ行く車と旧道へ行く車はそれぞれ別のレーンで料金が徴収された。
- 起点 : 足柄下郡湯河原町門川（千歳橋、静岡県境）
- 終点 : 小田原市根府川字片浦
- 延長 : 10.7km
- 車道幅員 : 5.5-7.5m
- 曲線半径 : 55m
- 縦断勾配 : 7.6%
- 車線 : 2車線
- 料金徴収期間 : 1959年9月4日から2008年9月3日まで

## 歴史
真鶴道路は戦後の有料道路の黎明期から存在する路線であり、同一路線内における新道の建設や道路管理者の変更などの変遷がある。このため、2008年の旧道の無料開放までを時期ごとに解説する。

### 初期
かつての真鶴町付近から小田原市南部の国道135号（現在の県道740号）は、幅員が狭く屈曲の多い狭隘区間である。これを解消するため、バイパス道路の建設が計画され、神奈川県により建設が着手されたが、このうち静岡県境から小田原市根府川までの建設が日本道路公団に引き継がれた。この真鶴市街を経由するI期区間は、1959年（昭和34年）9月に開通。現在の真鶴PAは当時の料金所施設の跡に設置されたものであり、このときの開通記念碑がある。
その後、湯河原市街の現道重複区間を拡幅するII期工事が行われ、1968年（昭和43年）11月に完成している。

### 中期
I期工事で建設されたルートは、真鶴市街を平面交差で通過し、最急勾配も7.6%であるなど、増え続ける需要に対応しきれずに渋滞も発生するようになった。このためIII期工事として、真鶴市街の真下を真鶴トンネルで通過するなど全線立体交差のルートを新設することになり、1982年（昭和57年）4月に開通した（旧道の起終点全線ではなく、旧道の途中に合流する）。
この時から、III期工事により新設されたルートを新道、従来の真鶴市街を経由するルートを旧道と呼び、どちらの経路を選択するかにより通行料金に差が設けられることとなった。これにあわせて料金所が移設され、新道と旧道それぞれに別の料金所が設置された。また、旧料金所跡に真鶴PAが設けられている。
既設だった吉浜の海岸の区間は新道の一部となり、旧道との接続が断たれたため、旧道の南西側は旧本道（現神奈川県道740号）との分岐の交差点までに短縮された。

### 後期
2005年10月1日の日本道路公団の民営化に伴い、真鶴道路の管理が同年9月30日午前0時に神奈川県道路公社に引き継がれた。同時に、真鶴PAに併設されていた真鶴売店が閉店している。
この際に、神奈川県から、維持管理に必要な経費を捻出する必要性や有人の料金所施設により歩行者等の誤進入を防止する必要があることなどを理由に、新道を維持管理有料制度を適用して2008年の償還期間終了後も料金徴収を継続する方針が発表された。
2008年9月に、旧道は、料金徴収期間の満了を迎え無料開放された。これにあわせて、新道の愛称が付けられることとなり、公募の結果真鶴ブルーラインに決定された。これについては、同じ「ブルーライン」の愛称の路線を持つ横浜市営地下鉄から変更を迫られるなど紆余曲折があったが、当初の決定通りとなった。

### 今後
神奈川県では、2016年（平成28年）3月に改訂した「かながわのみちづくり計画」で、西湘バイパスの石橋ICから小田原市根府川までの延伸整備を計画している他、小田原湯河原間のネットワークを強化する道路を将来に向けて検討が必要な道路として位置付けている。

### 年表
- 1959年（昭和34年）8月20日 : I期区間工事完了[7]。
- 1959年（昭和34年）9月4日 : I期区間が開通し、料金徴収期間を1979年9月3日までとする[8]。
- 1968年（昭和43年）10月21日 : II期区間工事完了[9]。
- 1968年（昭和43年）11月1日 : II期区間完成。
- 1970年（昭和45年）3月2日 : III期区間工事開始[10]。
- 1976年（昭和51年）5月17日 : 料金徴収期間を2008年9月3日までとする[11]。
- 1982年（昭和57年）4月14日 : III期区間一部工事完了[12]。
- 1982年（昭和57年）4月15日 : III期区間開通[13]。
- 1983年（昭和58年）3月31日 : III期区間工事完了[14]。
- 2005年（平成17年）9月30日 : 日本道路公団（当時）から神奈川県道路公社に管理引継（30日午前0時）[2][3]。真鶴PAの真鶴売店閉店（30日午後）。
- 2008年（平成20年）9月4日 : 料金徴収期間満了に伴い、旧道が無料開放され、一般道路として神奈川県小田原土木事務所に移管。新道は、維持管理有料制度に移行し、愛称・真鶴ブルーライン命名[5]。

## インターチェンジなど

### 真鶴道路（真鶴ブルーライン）

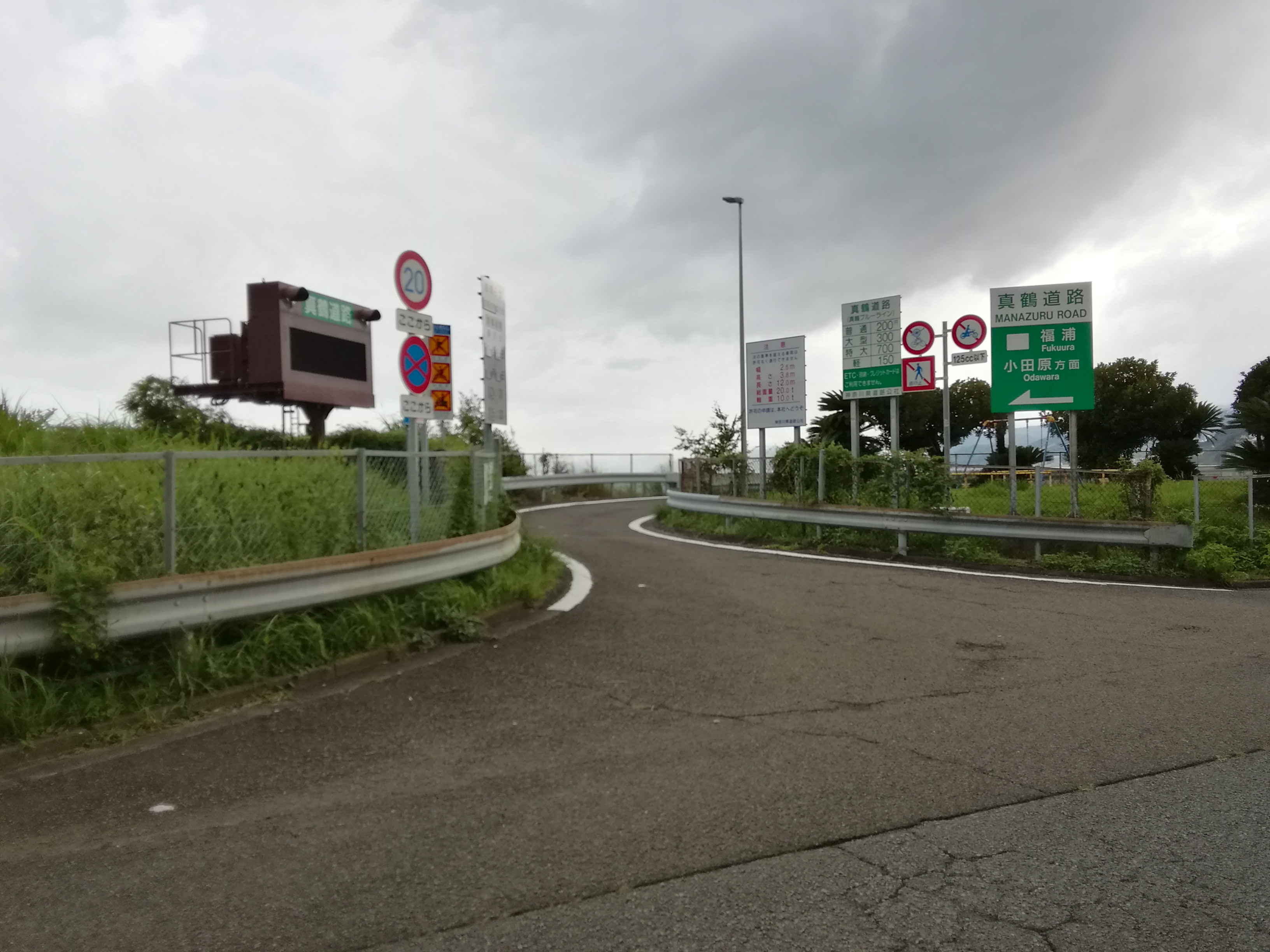
福浦IC
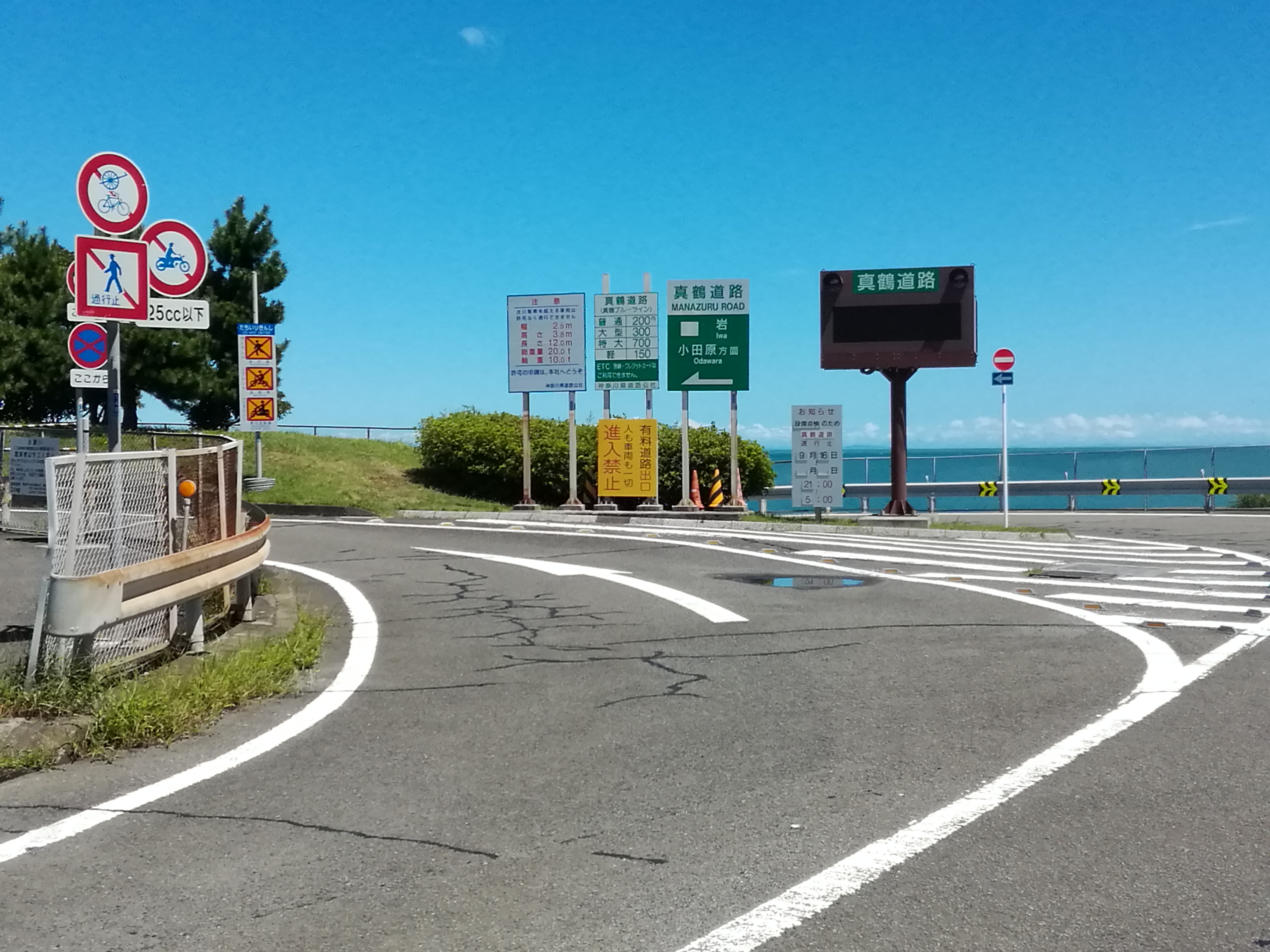
岩IC

- 路線名の特記がないものは町道。

| IC番号                                                  | 施設名       | 接続路線名                                        | 起点から (km) | 備考                            | 所在地   |
| ------------------------------------------------------- | ------------ | ------------------------------------------------- | ------------- | ------------------------------- | -------- |
| -                                                       | 吉浜橋交差点 | 国道135号（熱海ビーチライン・伊東方面、旧道方面） | 0.0           |                                 | 湯河原町 |
|                                                         | 福浦IC       |                                                   | 1.4           | 小田原方面出入口 大型車通行不可 | 湯河原町 |
|                                                         | 岩IC         |                                                   | 3.1           | 小田原方面出入口 大型車通行不可 | 真鶴町   |
| -                                                       | 岩大橋       | -                                                 |               | 長さ 605m かながわの橋100選     | 真鶴町   |
| -                                                       | 真鶴料金所   |                                                   | 4.5           | 本線料金所                      | 真鶴町   |
| 国道135号、E84 西湘バイパス・茅ヶ崎・江ノ島・横須賀方面 |              |                                                   |               |                                 |          |

- 福浦IC
- 岩IC

### 旧道（現国道135号本道）
| 交差する道路など                                    | 交差する場所 | 交差する場所             | 起点から (km) |
| --------------------------------------------------- | ------------ | ------------------------ | ------------- |
| 国道135号（熱海ビーチライン・伊東方面）             |              |                          |               |
|                                                     | 湯河原町     | 門川（神奈川・静岡県境） | 0.0           |
| 県道75号湯河原箱根仙石原線                          | 湯河原町     | 湯河原高校前交差点       |               |
| 新道                                                | 湯河原町     | 吉浜橋交差点             |               |
| 旧国道135号本道（現県道740号小田原湯河原線）        | 湯河原町     |                          |               |
| 県道739号真鶴半島公園線                             | 真鶴町       | 真鶴駅前                 |               |
| 真鶴道路旧道料金所                                  | 真鶴町       | -                        |               |
| 新道                                                | 真鶴町       | -                        | 6.0           |
| 真鶴PA                                              | 小田原市     | -                        |               |
| 旧国道135号本道（現県道740号小田原湯河原線）        | 小田原市     | -                        | 10.7          |
| 国道135号、西湘バイパス・茅ヶ崎・江ノ島・横須賀方面 |              |                          |               |

## 道路施設
新道（現在の真鶴道路）
- 湯河原橋（全長253m[15]）

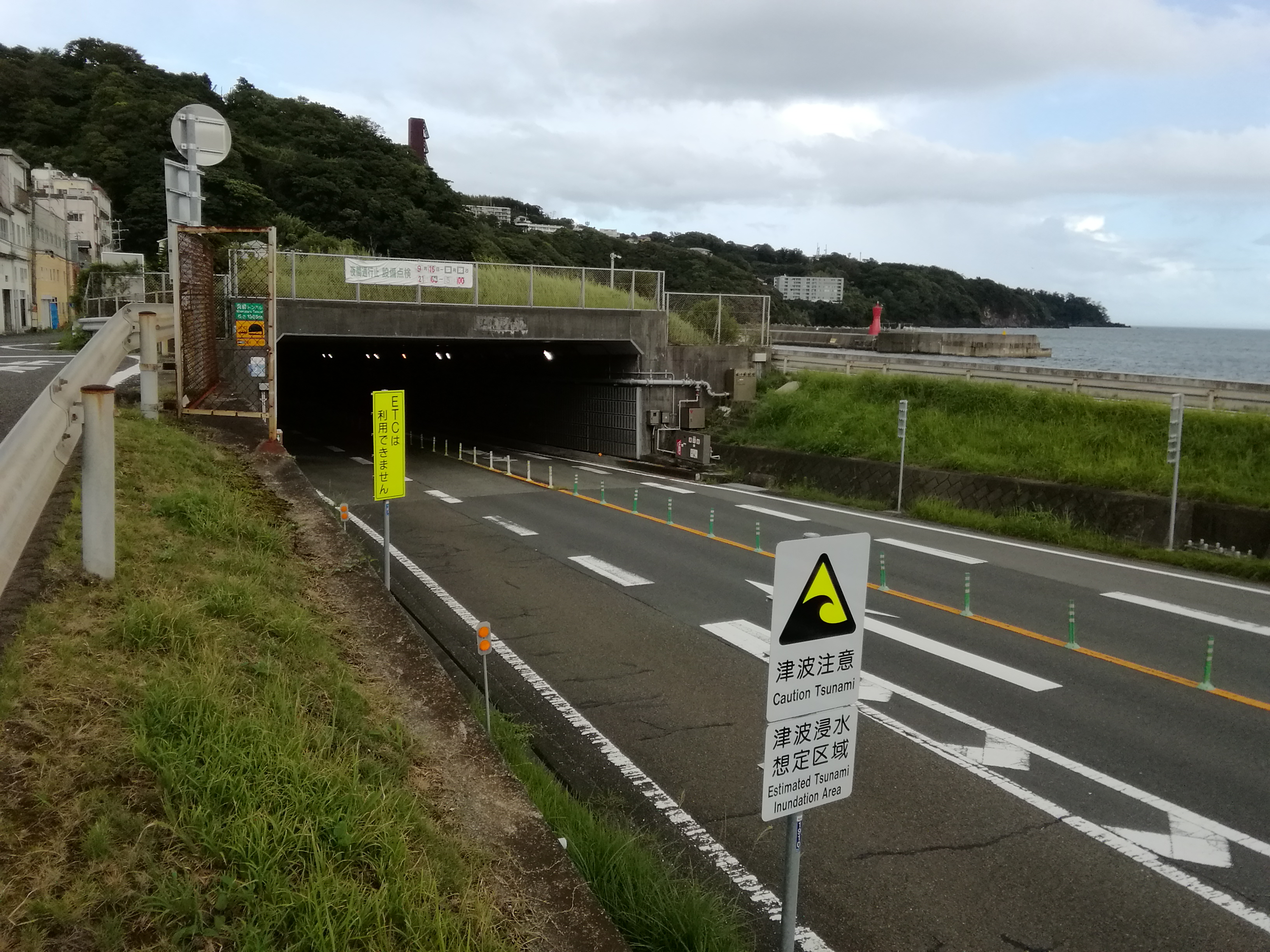
真鶴トンネル（湯河原側）

- 真鶴トンネル（全長1,565m[15]）
  - 海岸部に位置しトンネル内に海抜0m以下を通る区間があるが[16]、道路法施行規則による水底トンネルとはなっておらず危険物積載車等の通行規制は行われていない。
- 岩大橋（全長605m[15]）
- 新島トンネル（全長560m[15]）

旧道（現在の国道135号本道）
- 吉浜橋
- 真鶴隧道
- 真鶴パーキングエリア - 駐車場・トイレ。神奈川県道路公社への移管時に売店は閉鎖され、現在は休憩所施設のみ。

## 料金
全ての出入り口で本線料金所を通り、料金も区間によって変わらない。
- 普通車 : 200円
- 大型車 : 300円
- 特大車 : 700円
- 軽自動車 : 150円

また、旧道の無料開放直前の料金は次の通りである。
- 普通車 : 旧道200円、新道310円
- 大型車 : 旧道310円、新道470円
- 特大車 : 旧道730円、新道1,100円
- 軽自動車 : 旧道150円、新道210円
- 原動機付自転車 : 旧道50円（新道は通行不可）
- 軽車両 : 旧道30円（新道は通行不可）
- 自転車 : 旧道20円（新道は通行不可）

## 沿道
- 新崎川
- 真鶴駅
- 真鶴町役場

## 交通量
平日24時間交通量（平成17年度道路交通センサス）
- 足柄下郡湯河原町吉浜 : 24,152
- 足柄下郡真鶴町 : 10,474
- 足柄下郡真鶴町 : 8,002